# Love Finds a Way
Love Finds a Way è un cortometraggio muto del 1909 diretto da David W. Griffith. Il film, una commedia di ambientazione medioevale, venne prodotto e distribuito dall'American Mutoscope & Biograph.

## Trama
La figlia del duca ama, riamata, un valoroso cavaliere. Suo padre, però, la costringe alle nozze con un altro. Mentre lei si sta preparando alla cerimonia, il suo amante, con l'aiuto di alcuni amici, mette in atto un audace piano per sostituirsi allo sposo: truccato come il suo rivale, si presenta davanti al sacerdote, facendosi passare per lo sposo. Solo quando la cerimonia è terminata, il trucco viene svelato.

## Produzione
Il film fu prodotto dall'American Mutoscope & Biograph e venne girato nel 1908.

## Distribuzione
Il copyright del film, richiesto dall'American Mutoscope and Biograph Co., fu registrato il 12 gennaio 1909 con il numero H121529.
Distribuito dall'American Mutoscope & Biograph, il film - un cortometraggio di cinque minuti - uscì nelle sale l'11 gennaio 1909. Nelle proiezioni, veniva programmato con il sistema dello split reel, accorpato in un'unica bobina con un altro cortometraggio, The Honor of Thieves.
Non si conoscono copie ancora esistenti della pellicola che viene considerata presumibilmente perduta
.